# Pokrowka (obwód wołgogradzki)
Pokrowka (ros. Покровка) – wieś w Rosji, w obwodzie wołgogradzkim, w rejonie lenińskim. W 2010 liczyła 772 mieszkańców.